# Annibale Marinelli De Marco
Annibale Marinelli De Marco (Rieti, 20 luglio 1872 – Roma, 31 dicembre 1947) è stato un imprenditore e politico italiano.

## Biografia
Fu il primo presidente della provincia di Rieti, dalla sua istituzione nel 1927 fino al 1937, e senatore a vita dal 1939.
Deferito il 7 agosto 1944 presso l'Alta corte di giustizia per le sanzioni contro il fascismo, subì nell'ottobre dello stesso anno il decadimento della nomina a senatore, confermato nel 1948, anno successivo alla sua morte.